# Krankenwagen (Sf. 2)
Der Krankenwagen (Sf. 2) (Sf = Sanitätsfahrzeug) war ein zweispännig von Pferden oder von einem Kraftfahrzeug gezogenes Fuhrwerk, das bis zum Ende des Zweiten Weltkrieges zum Transport von Verwundeten eingesetzt wurde.

## Entwicklung
Der zweispännige Krankenwagen (Sf. 2) wurde am 17. März 1939 das erste Mal in einem Bericht des Oberkommandos des Heeres erwähnt und offiziell eingeführt. Dieses Fahrzeug sollte den Krankenwagen (Sf. 1) ersetzen, dessen Fertigung 1939 eingestellt wurde. Der Krankenwagen (Sf. 2) wurde stark verbessert und an die Anforderungen der damaligen Zeit angepasst. So erhielt dieses Fahrzeug viele konstruktive Merkmale aus dem Kraftfahrzeugbau. Mithilfe einer Zuggabel konnte es nicht nur von Pferden, sondern auch von Kraftfahrzeugen gezogen werden.

## Produktion
Der Krankenwagen (Sf. 2) bestand hauptsächlich aus Stahl, Leichtmetall, Gummi, Glas, Leder und Bronze.
| Firma                                       | Ort              |
| ------------------------------------------- | ---------------- |
| Fahrzeugbau Schuhmann GmbH                  | Werdau           |
| Karosserie- und Fahrzeugwerke Ernst Dietsch | Glogau           |
| Klöckner-Humboldt-Deutz                     | Berlin-Tempelhof |

## Technische Daten
Der Krankenwagen (Sf. 2) war ein zweiachsiges Fahrzeug, das durch das Protznagelsystem zusammengehalten wurde. Die Räder waren luftbereifte Stahlscheibenräder mit Kurbel-Schwingachsen. Das Vorderwagengestell hatte eine lenkbare Achse, Deichselträger mit Stahldeichsel, Hinterbracke und ein Ortscheit. Alternativ konnte die Stahldeichsel durch eine Zuggabel für den motorisierten Zug ausgetauscht werden. Das Hinterwagengestell trug den Wagenkasten, den geschlossenen Krankenwagenaufbau aus Leichtmetall und den Bockkasten mit Sitzfläche und Trittbrett. Im Bockkasten wurden Vorratssachen, Zubehör und Verpflegung mitgeführt. Zur weiteren Ausrüstung des Krankenwagens gehörte ein 20-Liter-Fass mit Trinkwasser, ein kleiner Ofen für den Patientenraum und einigem Sanitätsmaterial, das in vier Fächern zwischen dem oberen Bockkasten und dem Krankenraum untergebracht war.
Der Krankenwagenaufbau hatte an jeder Seite zwei Fenster und am Heck eine zweiflügelige Tür, ebenfalls mit je einem Fenster. Die Halterungen für die vier Krankentragen waren gefedert gelagert. Alternativ konnten auch zwei liegende und vier sitzende oder acht sitzende Verwundete transportiert werden. Dazu gab es an beiden Seiten abklappbare Sitzbänke.

## Einsatz
Der Krankenwagen (Sf. 2) diente hauptsächlich zum Transport von vier Schwerverwundeten liegend oder acht leichter Verwundeten sitzend. Gemäß den Kriegsstärkenachweisen (KStN) Nr. 1309 vom 1. Oktober 1943 und Nr. 1309a vom 1. April 1944 verfügten die Sanitätskompanien b (n/A) und b (Infanteriedivision 44) über je vier Krankenwagen. Feldlazarette nach Kriegsetat 44 besaßen zwei Fahrzeuge. Dabei erhielten die Sanitätskompanien schwere und die Feldlazarette leichte Zugpferde.
Nach dem Krieg wurden vereinzelt Krankenwagen (Sf. 2) vom Deutschen Roten Kreuz eingesetzt.

## Lackierung
Die Krankenwagen (Sf. 2) waren feldgrau (RAL 6006) oder weiß (RAL 9001) lackiert.